# Tinemyia
Tinemyia es un género monotípico de dípteros nematóceros perteneciente a la familia Limoniidae. Su única especie: Tinemyia margaritifera, ee distribuye por Nueva Zelanda.